# Ettore Bugatti

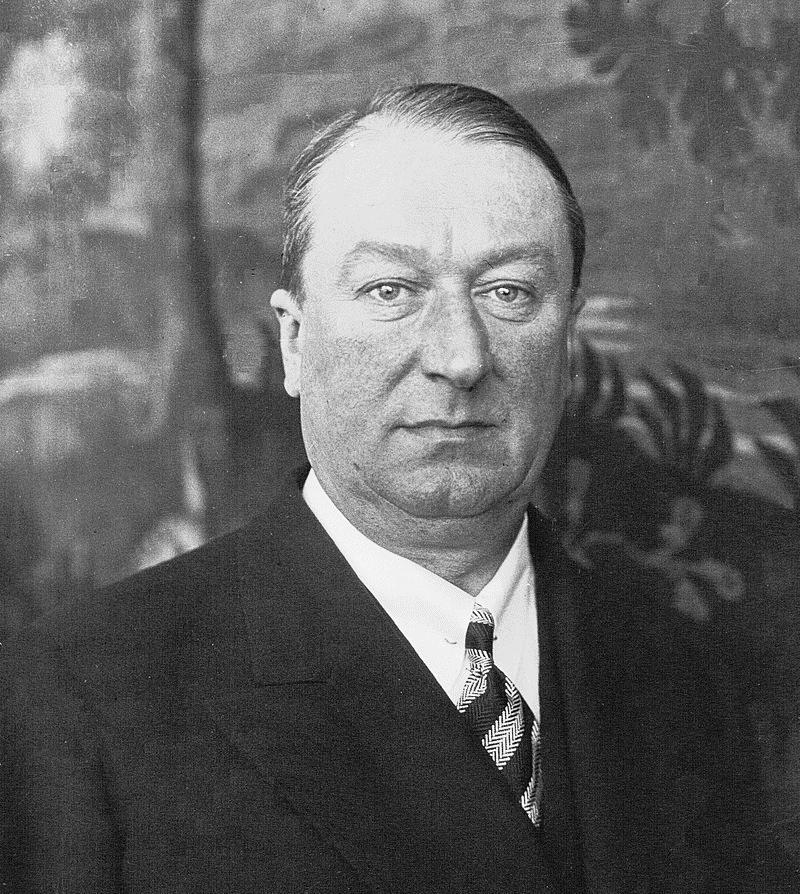
Ettore Bugatti in 1932

Ettore Arco Isidoro Bugatti (Milaan (Italië), 15 september 1881 - Neuilly-sur-Seine (Frankrijk), 21 augustus 1947) was de oprichter van het automerk Bugatti.

## Jeugd en opleiding
Bugatti werd geboren in een kunstenaarsfamilie. Vader Carlo is met name bekend vanwege zijn bijzondere meubelontwerpen met Moorse invloeden, maar heeft ook als edelsmid gewerkt. Daarnaast kwamen er regelmatig kunstenaars zoals Segantini, Troebetzkoj en Tolstoj over de vloer in huize Bugatti. Ettore's jongere broer Rembrandt is bekend als 'animalier' (beeldhouwer van dierensculpturen). Beide broers bezochten de Brera kunstacademie in Milaan, maar al snel bleek dat Bugatti's interesse meer uitging naar de techniek. 

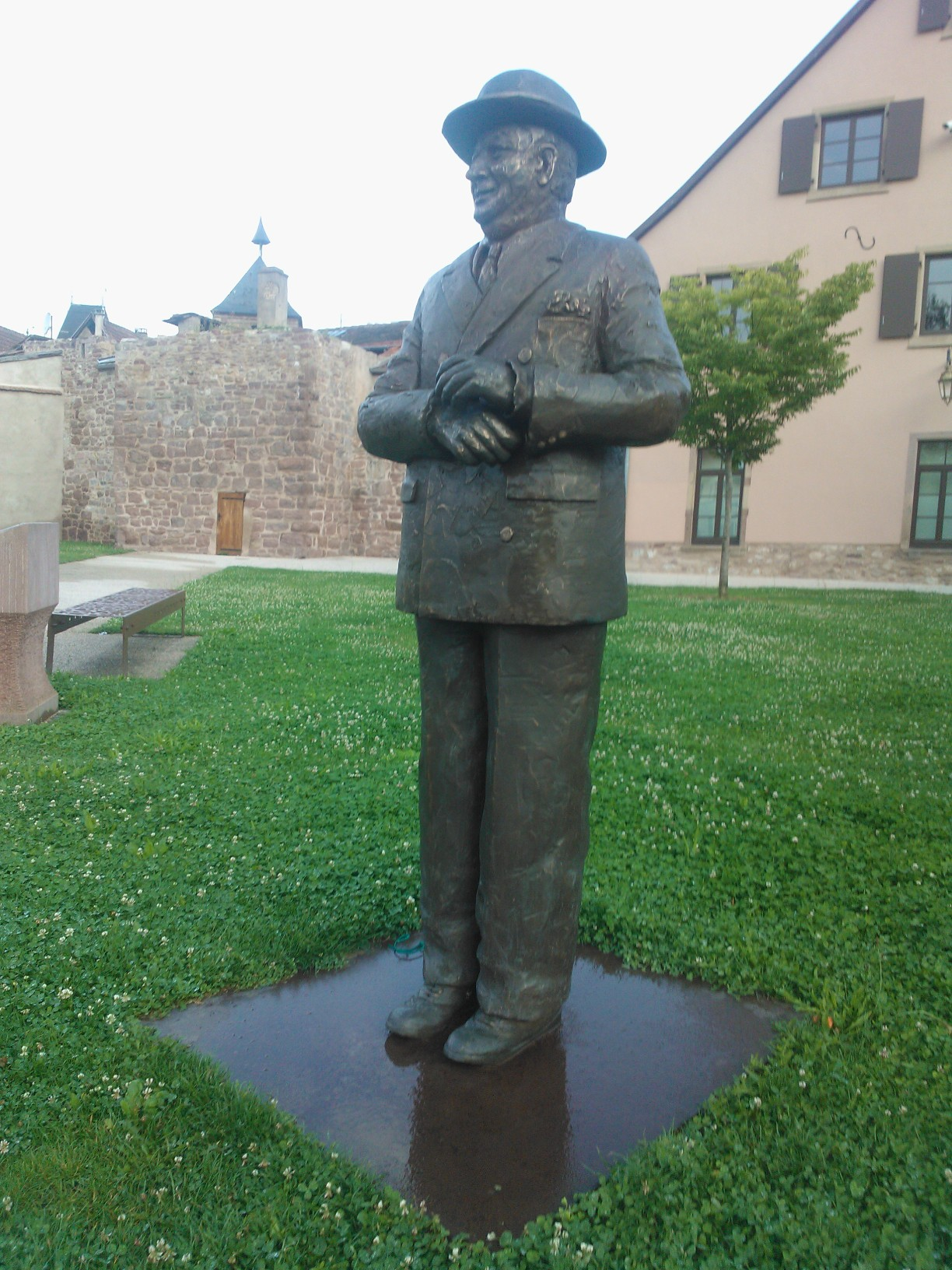
Standbeeld van Ettore Bugatti in Molsheim

## Vroege carrière
Op 17-jarige leeftijd verliet hij de academie om als leerling bij de fietsenfabrikant Prinetti e Stucchi te gaan werken. Deze firma bouwde de Dion Bouton tricycle (een gemotoriseerde driewieler) na. Bugatti verbeterde de versie door er twee motoren op te plaatsen. In 1899 reed hij zijn eerste race van Verona naar Mantua met de door hem verbeterde versie. Vervolgens bouwde hij een quadricycle met op ieder van de vier wielen een eencilinder motor. Prinetti e Stucchi besloot te stoppen met de fabricage van gemotoriseerde voertuigen en Bugatti vertrok. 
Dankzij financiering door Graaf Gian Oberto Gulinelli de Ferrara, eveneens actief als racer, bouwde Bugatti in 1900 zijn eerste eigen automodel in een fabriek in Ferrara. Met deze auto werd de Grand Prix van Milaan gewonnen. 
In 1902 verhuisde Bugatti naar de Elzas, waar hij bij De Dietrich als constructeur en technisch directeur ging werken. Hier maakte hij kennis met Émile Mathis. In 1904 besloten Mathis en Bugatti samen een nieuw automerk te beginnen onder de naam Mathis-Hermes. In 1906 kwam aan de samenwerking een einde en ging Bugatti bij Deutz werken als constructeur van auto's. Deutz besloot te stoppen met de fabricage van auto's na uitblijven van succes. In deze periode ontwikkelde Bugatti in eigen beheer de Bugatti Type 13.

## Automobiles E. Bugatti
Bugatti nam in 1909 de beslissing om als zelfstandig fabrikant aan de slag te gaan. Hij betrok een verlaten verffabriek in Molsheim, destijds een Duitse plaats, en startte Automobiles Ettore Bugatti.

## Privé
In 1907 trouwde Bugatti met Barbara Maria Giuseppina Mascherpa, met wie hij vier kinderen kreeg. Zijn zoon Jean kwam in 1939 bij het testen van de type 57G voor een race om het leven. Na het overlijden van Barbara in 1944 hertrouwde Bugatti met Geneviève Marguerite Delcuze, met wie hij twee kinderen kreeg. Na de oorlog werden zijn bezittingen in Molsheim door de Franse overheid geconfisqueerd vanwege de Italiaanse afkomst van Bugatti en later teruggegeven. In 1947 stierf Bugatti in een voorstad van Parijs, mogelijk niet bewust van deze teruggave vanwege een halfzijdige verlamming. Bugatti werd begraven in het familiegraf in Dorlisheim.
- Bibliothèque nationale de France: cb11963181x (data)
- Catàleg d'autoritats de noms i títols de Catalunya: 981058615147206706
- Gemeinsame Normdatei: 118517260
- International Standard Name Identifier: 0000 0000 6674 9920
- Library of Congress Control Number: n50041364
- Bibliotheek van het Japanse parlement: 00620433
- Nationale Bibliotheek van Tsjechië: xx0176055
- Nationale Bibliotheek van Israël: 987007315586905171
- Nederlandse Thesaurus van Auteursnamen: 072213663
- RKD-Nederlands Instituut voor Kunstgeschiedenis: 228975
- Istituto Centrale per il Catalogo Unico: SBTV012663
- SNAC: w6157w6z
- Système universitaire de documentation: 027632024
- Union List of Artist Names: 500068961
- Virtual International Authority File: 10636889
- WorldCat: E39PBJmxTcPGMrbkfWcchvWVYP